# Bad Medicine (singel)
Bad Medicine – singel zespołu Bon Jovi wydany w 1988, promujący album New Jersey. Utwór napisali Jon Bon Jovi, Richie Sambora i Desmond Child. Singel uplasował się na 1. miejscu listy przebojów Billboard Hot 100. Nakręcone zostały dwa teledyski do utworu – jeden przedstawiający zespół w trakcie koncertu, drugi z udziałem komika Sama Kinisona, gdy ten rozpytuje tłum fanów Bon Jovi czekających na wejście na ich koncert, czy "potrafiliby nakręcić lepszy teledysk od nich".
Zespół Allah & The 72 Virgins nagrał cover utworu, który został umieszczony na ich albumie Name Me With My Title (2002).
Utwór został zagrany podczas występu utrwalonego następnie na płycie Live from London (1995). Został zawarty na kompilacjach i albumach koncertowych: Cross Road, One Wild Night: Live 1985–2001 i This Left Feels Right. Jest grany regularnie na koncertach grupy, w tym na trasie The Circle Tour.
Utwór został umieszczony na ścieżce dźwiękowej do filmu Jay i Cichy Bob kontratakują (2001).

## Spis utworów
Sporządzono na podstawie materiału źródłowego.
1. "Bad Medicine" – 3:52
2. "99 In The Shade" – 4:26

## Pozycje na listach przebojów
| Lista (1989)      | Pozycja |
| ----------------- | ------- |
| Australia         | 4       |
| Nowa Zelandia     | 2       |
| Niemcy            | 54      |
| Sverigetopplistan | 20      |
| Holandia          | 10      |
| Szwajcaria        | 14      |
| Wielka Brytania   | 17      |
| Billboard Hot 100 | 1       |